# Hans-Joachim Pathus
Hans-Joachim Pathus (* 10. September 1936 in Senftenberg; † 25. Oktober 2022 in Potsdam) war ein deutscher Leichtathlet aus der Deutschen Demokratischen Republik (DDR), der als Trainer 35 Jahre lang deutsche Weltklasse-Geher betreute.
Pathus war gelernter Bergmann, als er in den 1950er Jahren von Jürgen Kollosche für die Leichtathletik entdeckt wurde. Als aktiver Geher gewann er für den ASK Vorwärts Berlin fünfmal den Meistertitel der DDR im 20-km-Gehen, mit der Mannschaft siegte er siebenmal. Von 1957 bis 1968 war er in zwölf Länderkämpfen für den DVfL aktiv; für internationale Meisterschaften konnte er sich aber nie qualifizieren.

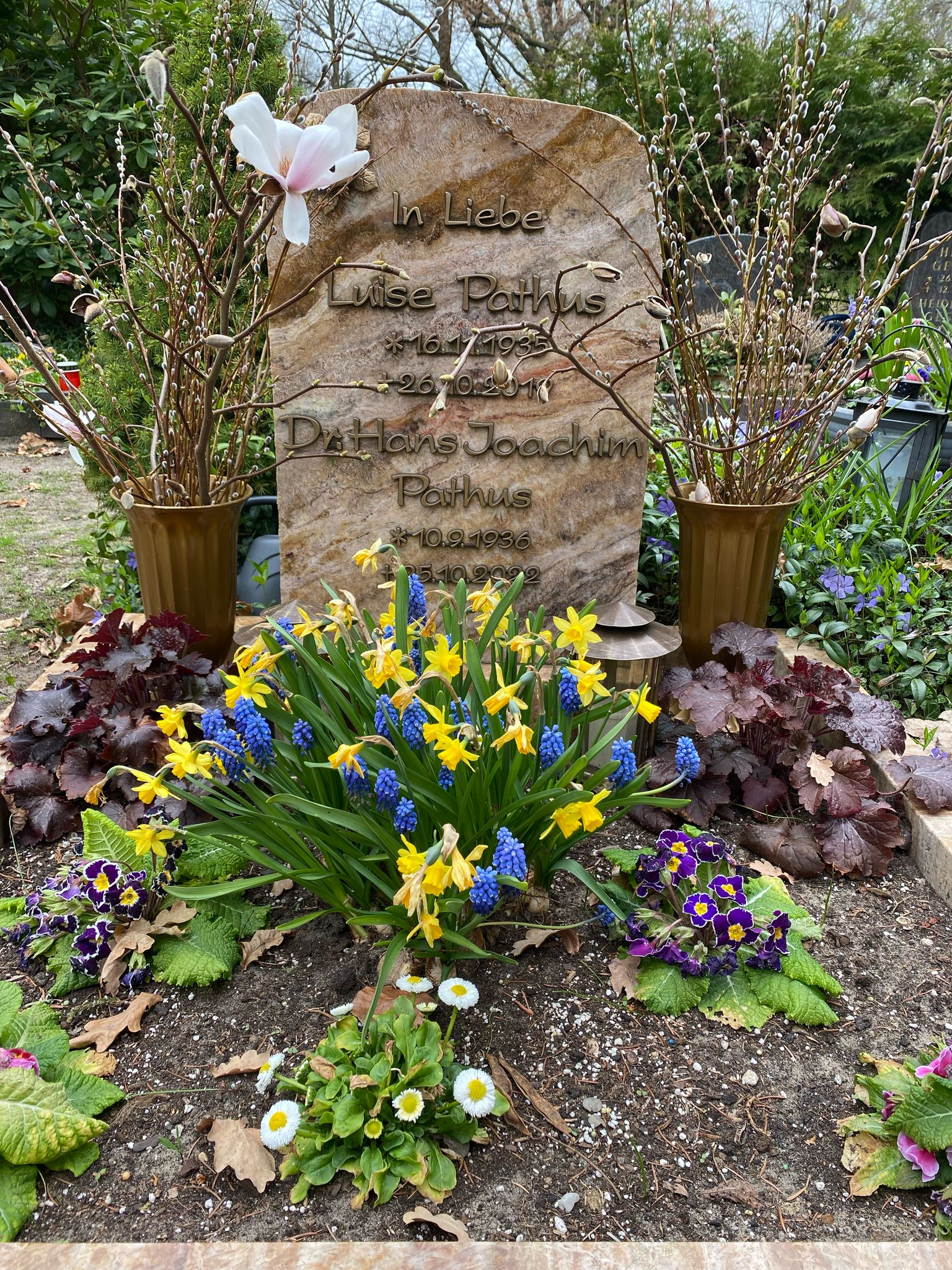
Grabstätte

Pathus hatte neben seiner sportlichen Karriere in Potsdam Sport studiert und übernahm ab 1969 das Training seines Mannschaftskameraden Peter Frenkel, den er 1972 in München zum Olympiasieg führte. Sein nächster Weltklassegeher war Ronald Weigel, der unter Pathus als Trainer beim ASK Potsdam zum Weltmeistertitel 1983 und zu drei olympischen Medaillen ging. Pathus hatte gerade über Ausdauer im Sport promoviert, als sich die DDR-Sportlandschaft bei den Armeesportklubs mit der Wende in der DDR auflöste. Pathus fand nahtlos eine Beschäftigung beim DLV und war ab 1991 als Bundestrainer für das Gehen tätig, 2004 wurde er in dieser Funktion von seinem Schwiegersohn Ronald Weigel abgelöst.
Pathus wurde mehrmals mit dem Vaterländischen Verdienstorden ausgezeichnet, zuletzt erhielt er ihn 1988 in Silber.
Hans-Joachim Pathus wurde auf dem Friedhof Goethestraße in Babelsberg beigesetzt.